# Aleksander Gruchalski
Aleksander Gruchalski (ur. 24 lutego 1894 w Urzędowie, zm. 5 maja 1943 tamże) – polski architekt działający w okresie międzywojennym w Lublinie. Twórca lubelskiego kościoła pw. Najświętszego Zbawiciela na cmentarzu przy ul. Unickiej, utrzymanego w stylistyce klasycyzującego modernizmu o cechach narodowych. Zaprojektował ponadto modernistyczny kościół w miejscowości Polichna, Dom Ludowy w Krasnymstawie, a także ponad trzydzieści kamienic, willi oraz budynków publicznych w Lublinie i innych miejscowościach regionu, noszących cechy nowoczesnej architektury lat 30. XX wieku.

## Życiorys
Urodził się w Urzędowie w powiecie kraśnickim, gdzie również uczęszczał do szkoły powszechnej. Gimnazjum ukończył w roku 1912 w Lublinie. Studiował na Politechnice Warszawskiej w latach 1916-1923, do czego wcześniej przygotowywał się jako wolny słuchacz w Akademii Sztuk Pięknych w Krakowie w latach 1913-1914. Wśród jego profesorów na Politechnice byli m.in. Józef Pius Dziekoński, Stanisław Noakowski i Czesław Przybylski. Dyplom w dziedzinie architektury uzyskał w roku 1923.
Po studiach powrócił do Lublina, gdzie zatrudnił się jako inspektor budownictwa w Wydziale Budownictwa Magistratu. Równocześnie założył własną pracownię architektoniczną. Pierwsze realizacje były związane z budownictwem mieszkaniowym oraz domami prywatnymi.
Przygotował także projekt rozbudowy kościoła Matki Bożej Częstochowskiej w Podhorcach, zatwierdzony przez Ministerstwo Robót Publicznych w roku 1924. Na miejscu zrujnowanej świątyni powstała ostatecznie neobarokowa budowla z kolumnowym portykiem o starannie wyważonej sylwetce. Kościół ukończono w roku 1926.
Również w 1926 r. wziął udział w konkursie na nową aranżację placu Litewskiego w Lublinie, po czym jego projekt oraz projekt B. Kelles-Krauzego stały się podstawą opracowania warunków zagospodarowania placu. W 1928 r. opracował projekt, a w 1929 dokonał przebudowy niewielkiego kościoła w Ostrówku.

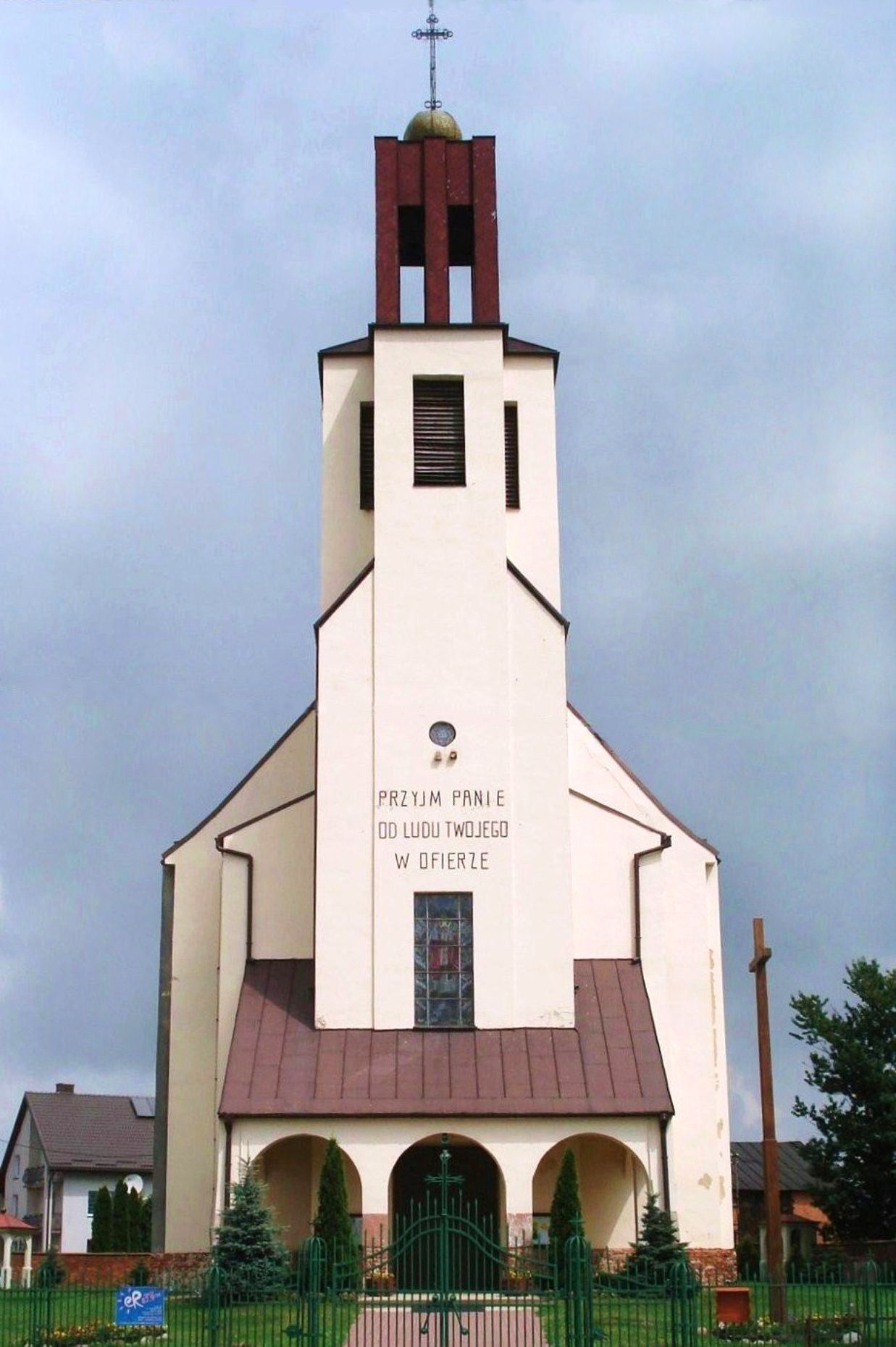
Kościół św. Jana Marii Vianney w Polichnie

W latach 1929-1931 zaprojektował i nadzorował budowę kościoła św. Jana Marii Vianney w miejscowości Polichna, łączącego cechy modernistyczne ze stylem narodowym . Jego kształt określała wydłużona fasada z wieżą i charakterystycznym arkadowym podcieniem, wzorowanym na tzw. sobotach, stosowanych w tradycyjnym budownictwie drewnianym. W samym Lublinie projektował w tym czasie kamienice, m.in. budynek przy ul. Wieniawskiej 6 (wspólnie z H. Bekkerem), ukończony w roku 1932.
W roku 1935 została wybudowana według jego projektu kaplica przedpogrzebowa mieszcząca się w obrębie nowego cmentarza przy ul. Unickiej, obecnie kościół rektoralny pw. Najświętszego Zbawiciela. Wyróżniająca się malowniczą, zwartą bryłą o dopracowanych proporcjach budowla ta została zaprojektowana w stylistyce klasycyzującego modernizmu o cechach narodowych z widocznymi nawiązaniami do gotycko-renesansowej fary w Kazimierzu Dolnym .
Utrzymywał kontakt z międzywojennym środowiskiem artystycznym Lublina, angażował się w działalność Koła Architektów, uczestniczył w badaniach etnograficznych animatora kultury, malarza, fotografa i kolekcjonera Wiktora Ziółkowskiego oraz Janusza Świeżego, badacza strojów regionalnych, dotyczących sztuki ludowej Lubelszczyzny. Był również członkiem Stowarzyszenia Architektów Rzeczypospolitej Polskiej(SARP), powstałego w roku 1934.

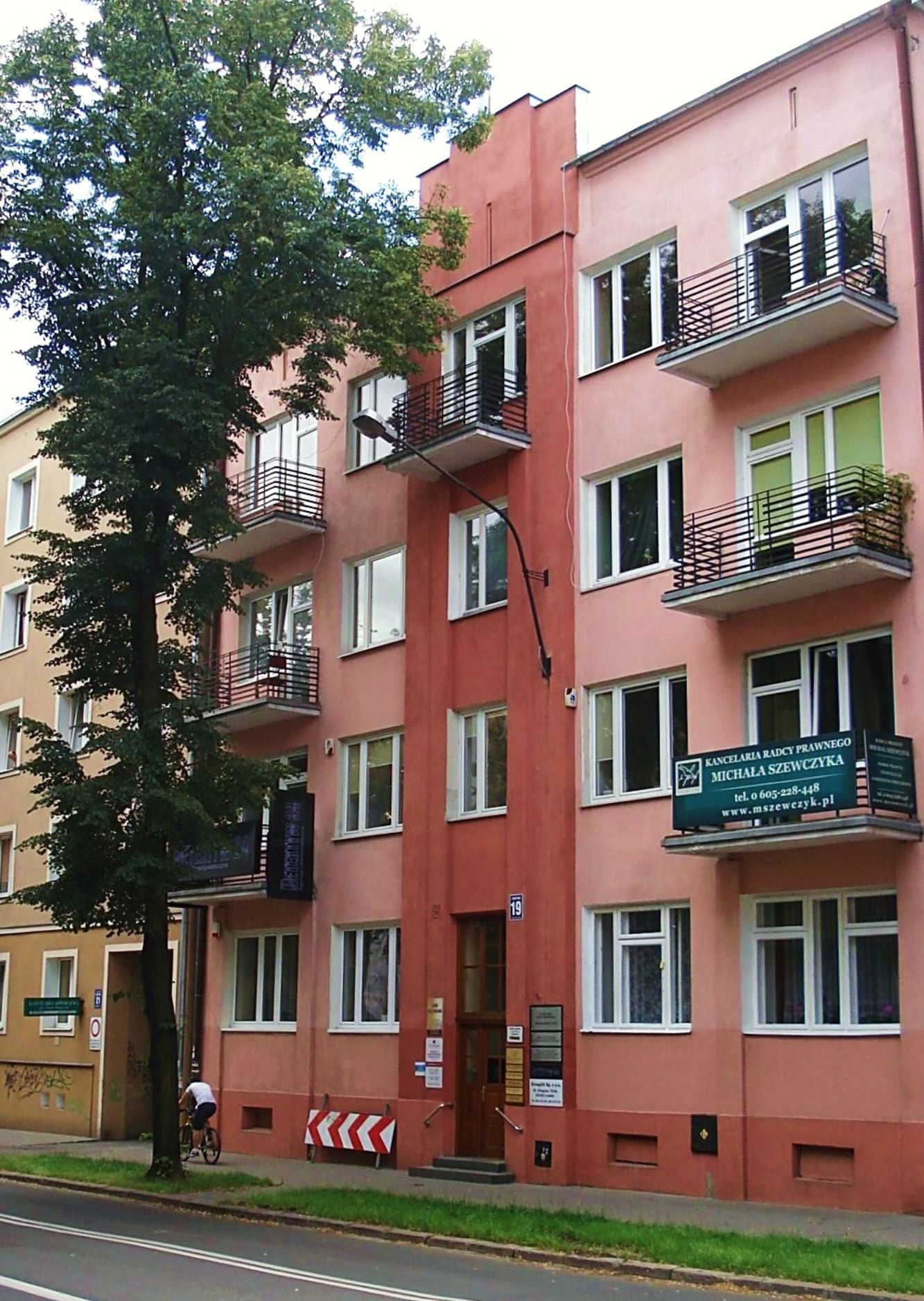
Lublin, kamienica przy ul. Chopina 19

W latach 1935-1939 po odejściu z posady w magistracie skupił się na zamówieniach architektonicznych, realizując m.in. kamienice przy ul. Skłodowskiej i Chopina, a także wille prywatne na nowym osiedlu Czechów Dolny. Projekty te były utrzymane w minimalistycznej i funkcjonalnej tendencji modernistycznej zbliżonej do rozwiązań grupy Preasens, jak np. willa przy ul. Nowickiego w Lublinie. Podobne podejście reprezentowały projekty reklamowe i użytkowe, m.in. kiosk z roku 1930.

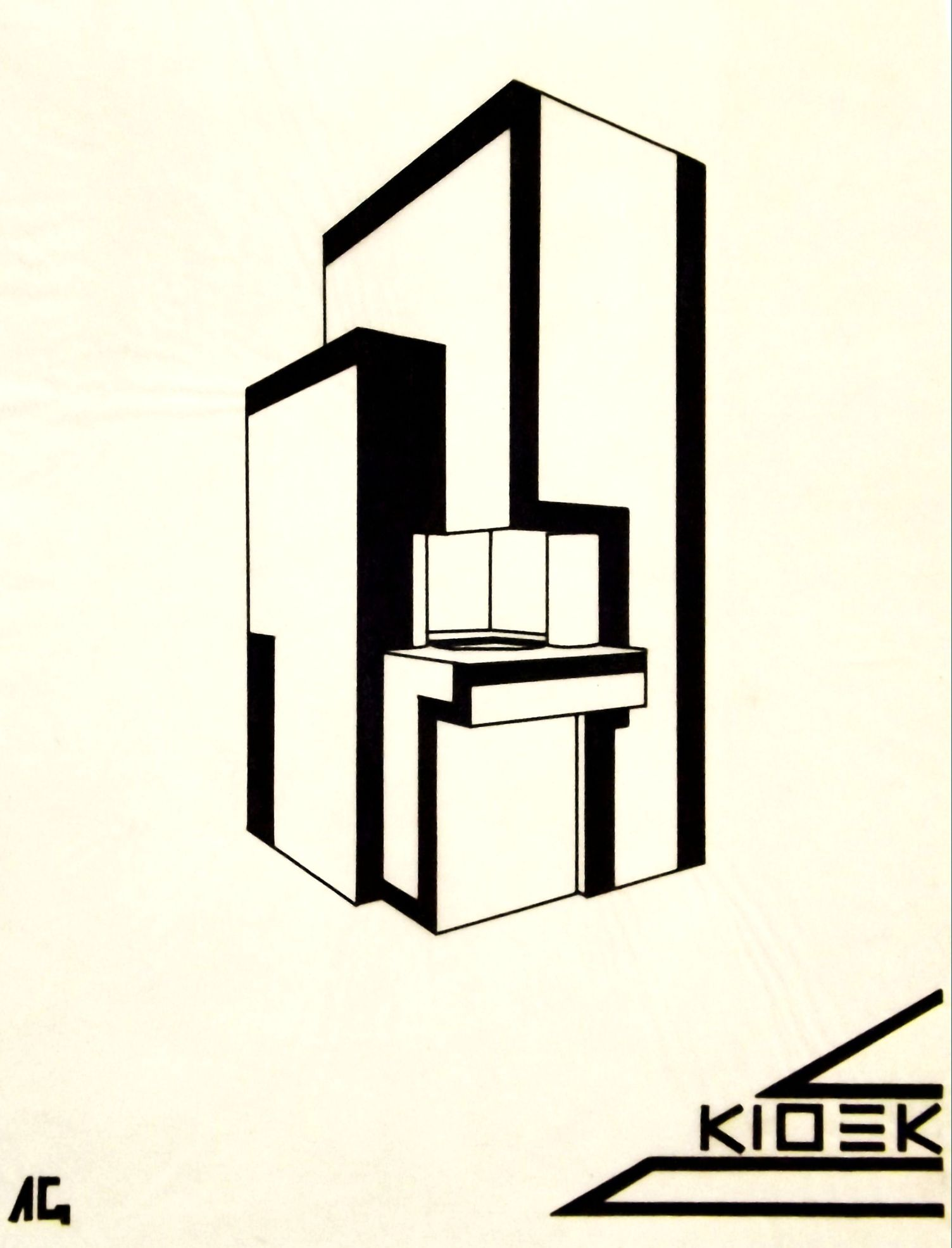
A. Gruchalski – projekt kiosku

W miejscowościach regionu lubelskiego zbudował w tym czasie szereg szkół, które spełniały ówczesny postulat polepszenia warunków szkolnictwa powszechnego.
Tuż przed wojną zrealizował także Dom Ludowy w Urzędowie (1938) oraz Dom Związku Strzeleckiego w Parczewie (1938), gdzie zaprojektował również szkołę handlową, której nie zdążono już wybudować.

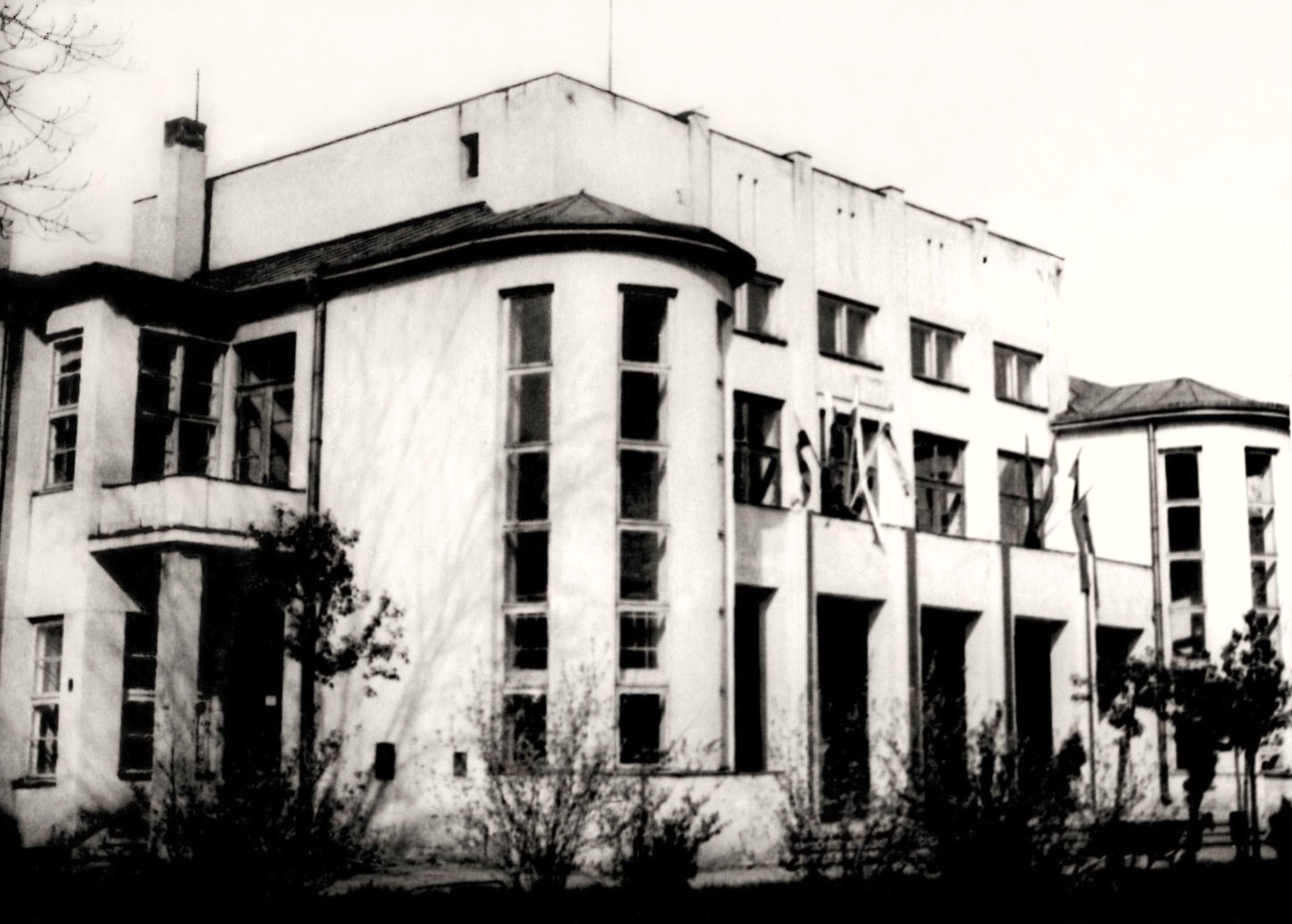
Krasnostawski Dom Kultury w roku 1961 – stan według projektu A. Gruchalskiego przed przebudową

W połowie roku 1939 rozpoczęto wznoszenie według jego projektu nowoczesnego Domu Ludowego (kino-teatru) w Krasnymstawie (obecnie Krasnostawski Dom Kultury), którego budowę dokończono już po wojnie. Obiekt ten odznaczał się oryginalną modernistyczną fasadą skomponowaną z brył ograniczonych ryzalitami w kształcie półkolistych wież. Elewację zwieńczono zgeometryzowaną attyką, odwołującą się do architektury renesansowej. Zachowany autorski projekt zakładał ustawienie na jej szczytach czterech rzeźb w stylu art déco, czego jednak nie wykonano. W istniejącym dziś budynku element ten został całkowicie zmieniony przez kolejne przebudowy.
Wybuch II wojny światowej zastał go w Lublinie. Aresztowany 9 listopada 1939 na początku Sonderaktion skierowanej przeciwko inteligencji lubelskiej, został zwolniony po krótkim uwięzieniu na Zamku. Później musiał się ukrywać. Był poszukiwany przez Niemców za działalność konspiracyjną.  Zginął w roku 1943, podczas obławy, zastrzelony na ulicy w Urzędowie.
Został pochowany na cmentarzu w Urzędowie.
W roku 2014 kościół pw. Najświętszego Zbawiciela w Lublinie został wpisany do rejestru zabytków.

### Życie prywatne
W roku 1919 ożenił się z nauczycielką Katarzyną Wołowicz, siostrą profesora oraz inspektora szkół miejskich we Lwowie, Leopolda Wołowicza. Ich córka Krystyna Bunsch-Gruchalska (1920-2013) była krakowską malarką i poetką.